# Epitriptus cowini
Epitriptus cowini är en tvåvingeart som beskrevs av Hobby 1946. Epitriptus cowini ingår i släktet Epitriptus och familjen rovflugor. Inga underarter finns listade i Catalogue of Life.